# محو شده (ترانه آلن واکر)
«محو شده» تک‌آهنگی از هنرمند اهل نروژ آلن واکر است که در سال ۲۰۱۵ میلادی منتشر شد.
نسخه آوازی این آهنگ (که توسط آیسلین سولهیم خوانده شده) در ابتدا قرار بود در ۲۵ نوامبر ۲۰۱۵ منتشر شود اما در ۳ دسامبر ۲۰۱۵ انتشار یافت.
این تک‌آهنگ در چارت‌های ایتالیا، والونیا، فرانسه، نروژ، اسپانیا، لهستان، فنلاند، سوئد، سوئیس، اتریش در رتبه اول و در چارت‌های فلاندرز، ایرلند، دانمارک، استرالیا، نیوزلند، بریتانیا، جزو ده ترانه اول قرار گرفت.
موزیک ویدئو آن با بیش از ۳ بیلیون بازدید، نوزدهمین ویدیو پربازدید در یوتیوب است و این اولین آهنگ در سبک موسیقی رقص الکترونیک (EDM) است که به این نقطه رسیده و با بیش از ۳۰ میلیون پسند (لایک)، ششمین ویدیوی محبوب یوتیوب است. همچنین با بیش از ۲ میلیارد پخش در اسپاتیفای، چهلمین آهنگ پر شنونده در اسپاتیفای است.

## زمینه
ترانه سبک پراگرسیو هاوس "محو شده" (Faded) یک نسخه بازسازی شده از تک آهنگ " Fade " است که از طریق برچسب بدون‌کپی‌رایت‌صدا در سال ۲۰۱۴ توسط نوکاپی‌رایت‌ساوندز منتشر شد.
در ایجاد این ترانه، واکر از ترانه «نوا» (Nova) اثر تهیه‌کننده موسیقی اهریکس (Ahrix) در سال ۲۰۱۳ الهام گرفته‌است. او در مصاحبه ای گفت: «ملودی‌ها و راه‌ها پیشرفت می‌کنند که به فرد متکی است و این چیزی است که الهام بخش ایجاد «محو» و تبدیل آن به «محو شده» است.»

## نمودار عملکرد
این تک‌آهنگ در چارت‌های ایتالیا، والونیا، فرانسه، نروژ، اسپانیا، لهستان، فنلاند، سوئد، سوئیس، اتریش در رتبه اول و در چارت‌های فنلاند، ایرلند، دانمارک، استرالیا، نیوزلند، بریتانیا، جزو ده ترانه اول قرار گرفت.

## اجرای زنده
اگرچه خواننده اصلی این آهنگ آیسلین سولهیم است اما این آهنگ بارها توسط دیگر خواننده‌ها اجرا شده‌است.

## موزیک ویدیو

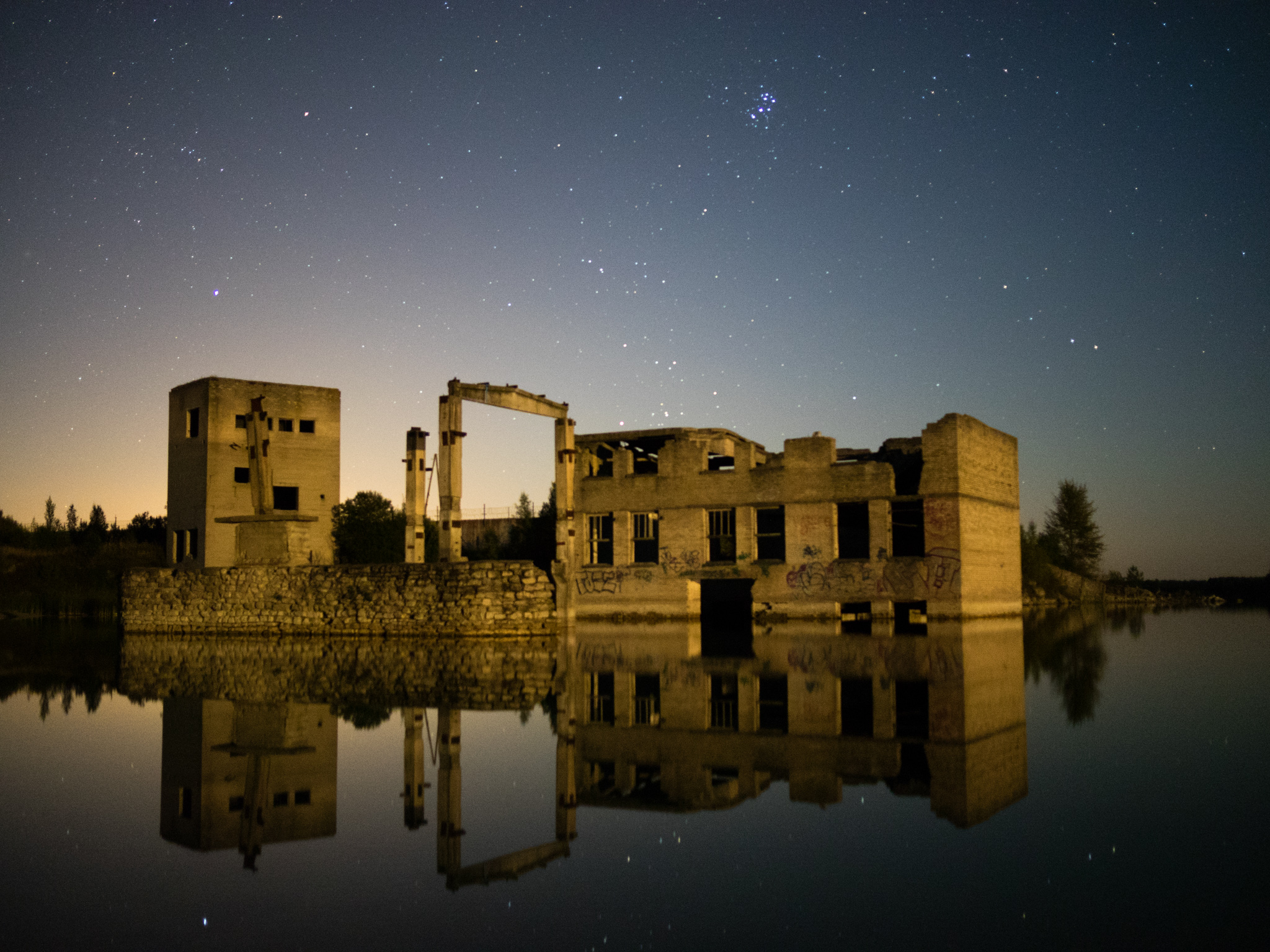
سپتامبر ۲۰۱۴، ساختمان معدن روممز

موزیک ویدیو این آهنگ توسط شهاب صالحی بازی شده‌است. این فیلم در Rummu quarry ساخته شده و توسط Bror Bror ویرایش شده و توسط Rikkard و Tobias Haggom کارگردانی شده و توسط Rikkard Haggbom عکس‌برداری شده‌است.

### خلاصه داستان
یک مرد جوان که لباس فرم مشکی به تن دارد، (از جمله یک ماسک، گردش با کوله پشتی‌اش و عکسی از خانه‌اش) به دنبال خانه‌اش می‌گردد. او از میان مناطق رها شده از جمله ساختمان‌های ویران‌شده و سازه‌های متروک رد می‌شود. درنهایت با راهنمایی این عکس خانه‌اش را پیدا می‌کند اما خانه در میان خرابه‌ها است در آخر او ماسک خود را پایین می‌آورد و فیلم تمام می‌شود.

### محل فیلم‌برداری
این فیلم در استونی و عمدتاً در ساختمان‌هایی که تخریب، رها یا در حال نابودی بودند فیلمبرداری شد. بیشتر محل‌های فیلم‌برداری در سرتاسر ویدیو پراکنده هستند و در یک ترتیب پیوسته ظاهر نمی‌شوند.

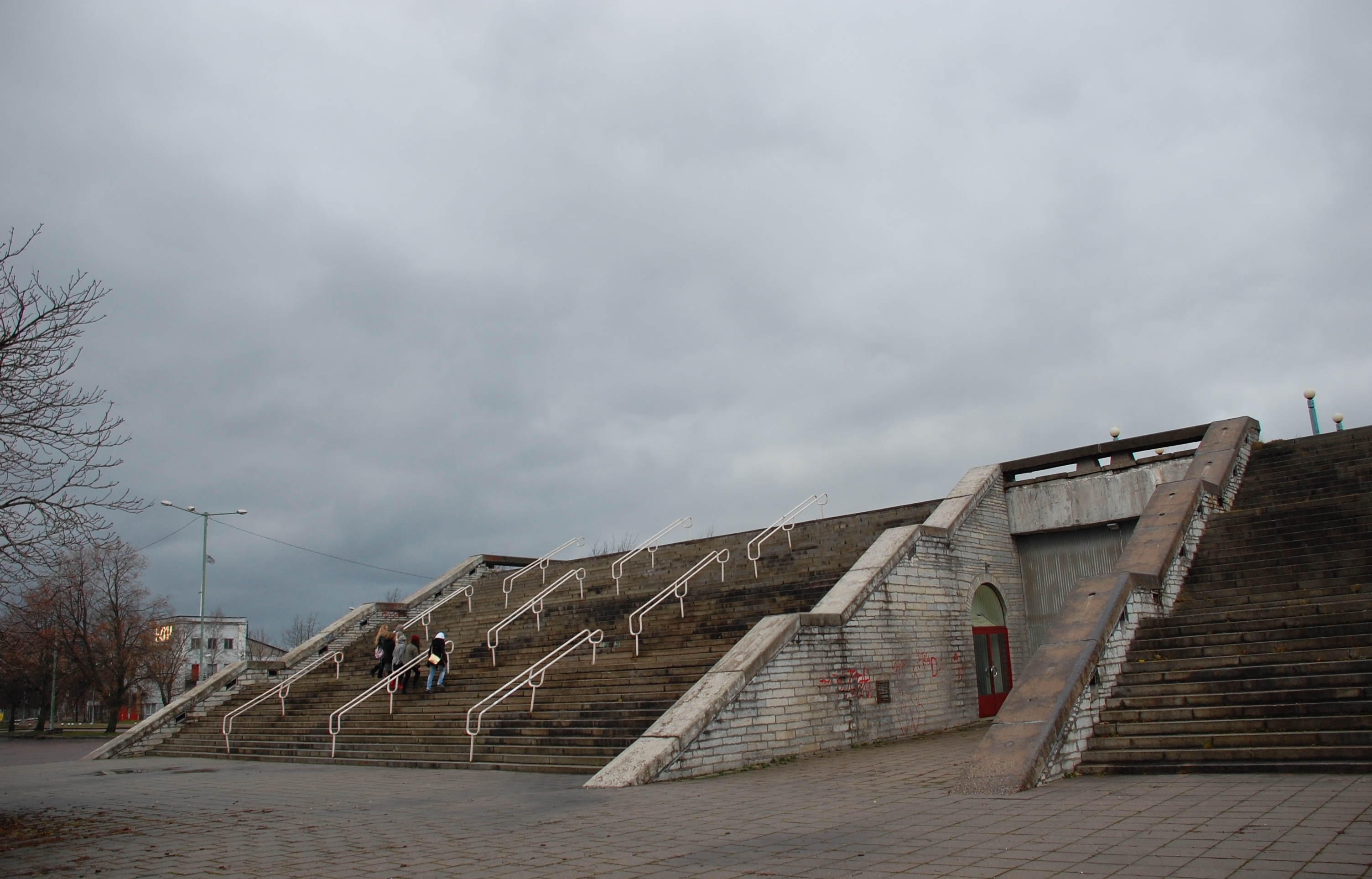
محلی که بخشی از فیلمبرداری در آنجا شکل گرفت